# Benjamin Guggenheim
Benjamin Guggenheim (Filadélfia, 26 de outubro de 1865 – Oceano Atlântico, 15 de abril de 1912) foi um empresário americano. Ele morreu a bordo do RMS Titanic quando o navio afundou no Oceano Atlântico Norte. Seu corpo nunca foi recuperado.

## Biografia
Benjamin Guggenheim nasceu em Filadélfia, Pensilvânia, Estados Unidos, o quinto dos sete filhos do magnata Meyer Guggenheim (1828-1905) e Barbara Myers (1834-1900). Guggenheim era judeu. Em 1894, ele se casou com Florette Seligman (1870-1937), filha de James Seligman, sócio da empresa J. & W. Seligman & Co. e Rosa Seligman née Content. Juntos, eles tiveram três filhas: Benita Rosalind Guggenheim (1895-1927), Marguerite "Peggy" Guggenheim (1898-1979) e Barbara Hazel Guggenheim (1903-1995).
Guggenheim herdou uma grande fortuna de seu pai. Devido às preocupações com os negócios, ele ficava distante de sua esposa e sua casa na cidade de Nova Iorque com frequência. Ele se manteve em um apartamento em Paris, na França.

## A bordo do Titanic
Guggenheim embarcou no RMS Titanic em Cherbourg, sendo acompanhado por sua amante, uma cantora francesa chamada Léontine Aubart (1887-1964); seu criado, Victor Giglio (1888-1912); seu motorista, René Pernot (1872-1912); e a empregada da senhora Aubart, Emma Sägesser (1887-1964). Ele e Giglio ocuparam a cabine B82, enquanto Aubart e Sägesser ocupavam a cabine B35. Pernot ocupou uma cabine desconhecida na segunda classe.
Guggenheim e Giglio dormiam durante a colisão do Titanic com o iceberg, sendo acordados logo após a meia-noite por Aubart e Sägesser, que sentiram a colisão. Guggenheim foi persuadido a se levantar e trocar de roupa; o intendente do quarto, Henry Samuel Etches, o ajudou a colocar seu colete salva-vidas e um suéter grosso antes de mandar ele, Giglio e as duas senhoras até o convés.
Como Aubart e Sägesser entraram relutantemente no bote salva-vidas Nº 13, Guggenheim falou com seu criado em alemão, dizendo: "Em breve nos veremos de novo! É apenas um reparo. Amanhã o Titanic navegará novamente". Percebendo que a situação era muito mais séria do que ele imaginava, além de perceber que não seria resgatado, ele voltou para sua cabine com Giglio para vestir sua melhor roupa. Testemunhas relataram ter ouvido ele dizer: "Nós estamos vestidos com as nossas melhores roupas e estamos dispostos a ir para baixo como cavalheiros". Ele escreveu uma mensagem a Etches, que sobreviveu ao naufrágio, dizendo: "Se alguma coisa acontecer comigo, diga a minha esposa em Nova Iorque que fiz o meu melhor em cumprir o meu dever". Pernot, Giglio e Guggenheim morreram no naufrágio. Seus corpos, se recuperados, nunca foram identificados.

## Cinema
Benjamin Guggenheim foi uma das mais proeminentes vítimas americanas do desastre. Ele foi retratado em inúmeros filmes, séries de televisão e um programa da Broadway que descreve o naufrágio.
- Camilo Guercio em Titanic (1953)
- Harold Goldblatt em A Night to Remember (1958)
- Michael Ensign em Titanic (1997)